# Arañuel (kommunhuvudort)
Arañuel är en kommunhuvudort i Spanien.   Den ligger i provinsen Província de Castelló och regionen Valencia, i den östra delen av landet, 280 km öster om huvudstaden Madrid. Arañuel ligger 508 meter över havet och antalet invånare är 187.
Terrängen runt Arañuel är huvudsakligen kuperad. Arañuel ligger nere i en dal. Runt Arañuel är det mycket glesbefolkat, med 5 invånare per kvadratkilometer. Närmaste större samhälle är Caudiel, 14,8 km sydväst om Arañuel. 